# 圣日耳曼德图尔讷比
圣日耳曼-德图尔讷比（法語：Saint-Germain-de-Tournebut，法語發音：[sɛ̃ ʒɛʁmɛ̃ də tuʁnəby]）是法国芒什省的一个市镇，属于瑟堡区。

## 地理
圣日耳曼-德图尔讷比（49°31'58"N, 1°23'47"W）面积13.91 平方千米，位于法国诺曼底大区芒什省，该省份为法国西北部沿海省份，西、北、东北三面环大西洋，东起顺时针与卡爾瓦多斯省、奧恩省、马耶讷省和伊勒-维莱讷省接壤。
与圣日耳曼-德图尔讷比接壤的市镇（或旧市镇、城区）包括：蒙泰居拉布里塞特、于贝尔维尔、蒙特堡、奥克特维尔-拉沃内勒、圣西尔、圣马丹多杜维尔、塔梅尔维尔、沃德勒维尔。
圣日耳曼-德图尔讷比的时区为UTC+01:00、UTC+02:00（夏令时）。

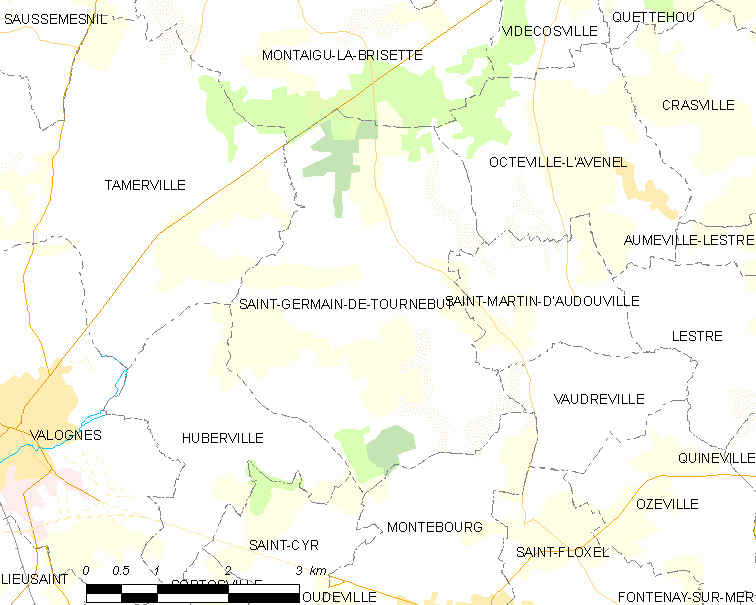
圣日耳曼-德图尔讷比的OSM定位图

## 行政
圣日耳曼-德图尔讷比的邮政编码为50700，INSEE市镇编码为50478。

## 政治
圣日耳曼-德图尔讷比所属的省级选区为瓦洛涅县。

## 人口

1962-2008年间圣日耳曼-德图尔讷比人口变化图示

圣日耳曼-德图尔讷比于2022年1月1日时的人口数量为418人。